# Metasprog
Metasprog er at beskrive sprog (f.eks. sætninger) med sprog. Det kunne f.eks. være at man parafraserer en sætning til en sætning, som beskriver sætningen som en påstand om sætningens korrekthed, f.eks. "Denne hat er sort." kan skrives som "Sætningen, 'denne hat er sort', er sand" eller "Personen påstår, at denne hat er sort" i metasprog.
| Sprog | Spire Denne artikel om sprog er en spire som bør udbygges. Du er velkommen til at hjælpe Wikipedia ved at udvide den. |